# Saint-Sauveur-d'Aunis
Saint-Sauveur-d'Aunis là một xã trong tỉnh Charente-Maritime trong vùng Nouvelle-Aquitaine, tây nam nước Pháp. Xã Saint-Sauveur-d'Aunis nằm ở khu vực có độ cao trung bình 6 mét trên mực nước biển. 

## Dân số
| Năm  | Dân số | Mật độ |
| ---- | ------ | ------ |
| 1962 | 745    | -      |
| 1968 | 731    | -      |
| 1975 | 731    | -      |
| 1982 | 922    | -      |
| 1990 | 899    | -      |
| 1999 | 1,069  | 54/km² |